# Marcus Garvey
Marcus Mosiah Garvey, Jr, född 17 augusti 1887 i Saint Ann Parish på Jamaica, död 10 juni 1940 i London, var en jamaicansk panafrikanist, svart nationalist, förkämpe för svartas rättigheter och grundare av Universal Negro Improvement Association and African Communities League (UNIA-ACL). Han hålls också som en profet inom rastafarirörelsen. År 1924 fick ett tal som Garvey höll inför tusentals människor i Harlem, New York City, stor uppmärksamhet världen över.

## Uppväxt
Marcus Garvey var son till Marcus Mosiah Garvey, Sr. och Sarah Jane Richards, och ett av elva syskon i hemmet i Saint Ann's Bay, Saint Ann Parish i Jamaica. Fadern var murare och modern lantarbetare. Endast Marcus och ett syskon till överlevde barndomsåren.
14 år gammal flyttade han till Kingston och började arbeta på tryckeri där han också engagerade sig fackligt. Han fick sparken efter att ha deltagit i en strejk 1908. 1910 lämnade han Jamaica för att resa, först i Centralamerika och senare till Europa.

## UNIA-ACL

UNIA-ACL:s flagga.

Garvey grundade Universal Negro Improvement Association and African Communities League (UNIA-ACL) 1914 sedan han kommit tillbaka till Jamaica från London. Han hade då blivit övertygad om att de svarta måste enas i en svart rörelse för att kunna kräva sina samhälleliga rättigheter. Organisationen hette ursprungligen Universal Negro Improvement and Conservation Association and African Communities League, men ordet "conservation" plockades så småningom bort.
När Garvey flyttade till USA och New York fortsatte han propagera för sina idéer där och startade också en amerikansk underavdelning till UNIA-ACL.
Filosofin bakom UNIA-ACL kallas ibland garveyism. Den kom att spela stor roll för Black Powerrörelsen och andra rörelser och organisationer som kämpade för svartas rättigheter under 1950- och 60-talen.

## Rastafari
Huvudartikel: Rastafari
Marcus Garvey anses ha förutsagt att när en svart konung – en ättling till Gamla Testamentets judiska kungar David och Salomo och drottningen av Saba – kröns i Afrika, börjar en process som leder till alla afrikaners enande och återupprättandet av Afrika som Edens trädgård. Prinsen Ras Tafari i Etiopien som kröntes till kejsare Haile Selassie I år 1930 påstås uppfylla dessa krav. Sex dagar efter Selassies kröning publicerade jamaicanen Marcus Garvey en artikel med religiösa övertoner om den nyligen installerade etiopiske kejsaren och det stora kungadömet i öst. Etiopien skulle genom Haile Selassie gradvis inta rollen som världens ledande supermakt.
De starka religiösa värden som Garvey såg i kejsarens ankomst, och Selassies roll som väktare över treeningheten tillsammans med hans överdådiga kröning där han liknar arketypen av en gud på de fotografier och bilder som finns från 1930-talet och framåt, ledde till att en ny religion föddes på Jamaica, men inte den afrikanska kristendom som Garvey lutade åt utan mer en religiös personkult kring Haile Selassie. Rastafari-predikanterna som utnämnde den etiopiske kejsaren till Gud och Marcus Garvey till hans profet var Leonard Howell, Archibald Dunkley och Robert Hinds, Garvey själv såg sig dock inte som någon profet) och han betraktade inte Selassie som en gud. För Garvey var den unge nykrönte Selassie i all sin prakt i stället ett gudomligt tecken på att de svartas lidande snart skulle vara över.

## Senare år
1927 utvisades Garvey ur USA, dömd för bedrägeri i en rättegång som hans anhängare kallade politisk. Rättegången handlade om en aktieförsäljning. I Jamaica blev han mottagen som nationalhjälte vid hemkomsten.
1929 grundade han People's Political Party (PPP) i Jamaica.
Sina sista fem år i livet tillbringade han i London, där han dog 1940. Han begravdes först på Kensal Green Cemetery, men hans kvarlevor flyttades senare till National Heroes Park i Kingston.